# Karoline von Manderscheid-Blankenheim
Karoline von Manderscheid-Blankenheim (nome completo in tedesco Karoline Felicitas Engelberte; Colonia, 13 o 14 novembre 1768 – Vienna, 1º marzo o 11 giugno 1831) è stata principessa consorte del Liechtenstein dal 1783 al 1805, come moglie di Luigi I.

## Biografia

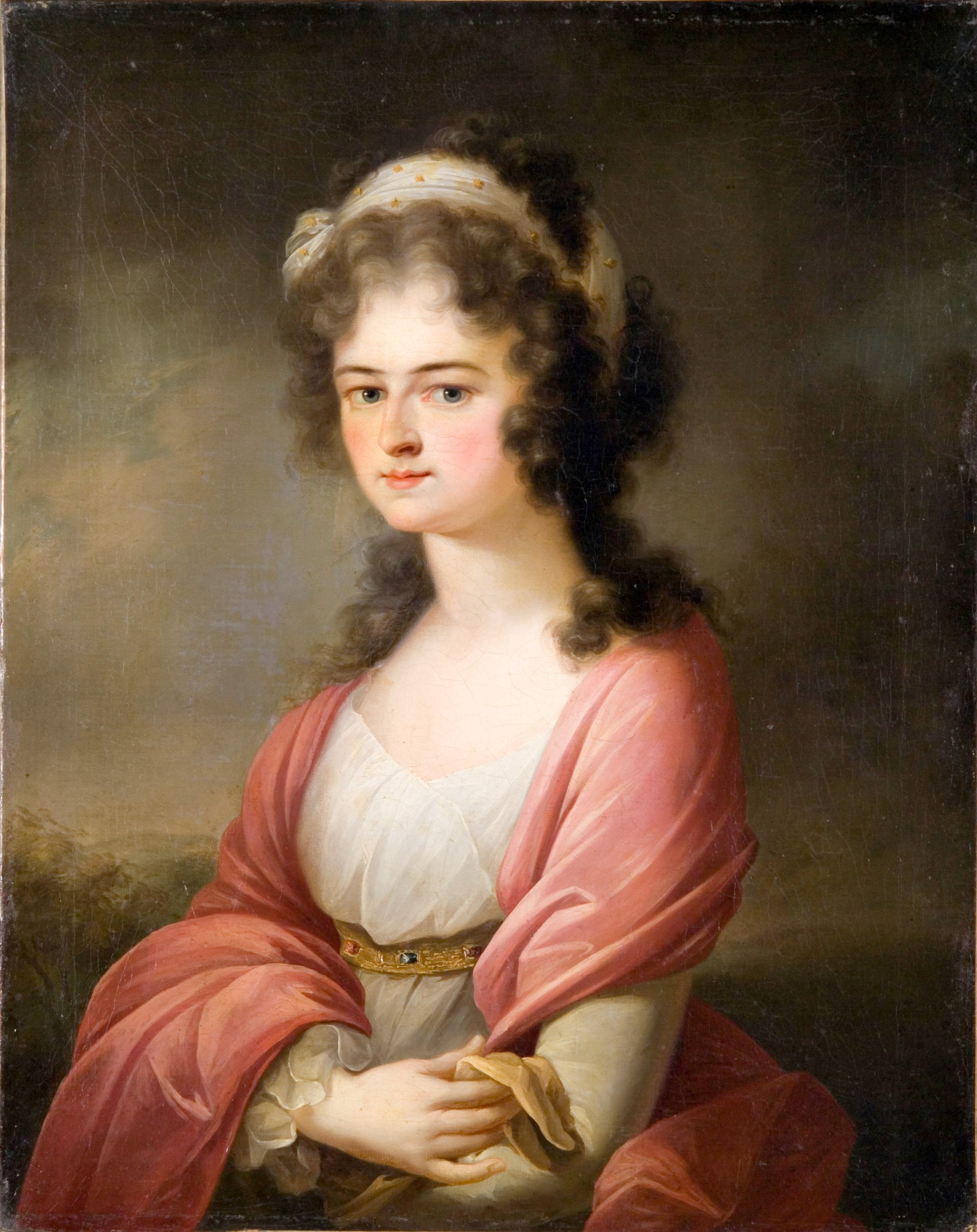
Karoline in un ritratto a olio di Eduard Ströhling

La contessa Karoline nacque nel 1768 a Colonia da Johann Wilhelm von Manderscheid-Blankenheim (1708-1772) e da Johanna Maximiliana von Limburg-Stirum (1744-1772), entrambi conti imperiali; aveva cinque sorelle.
Rimasta orfana di entrambi i genitori a quasi quattro anni, fu probabilmente cresciuta nei conventi nobiliari femminili di Vreden e di Elten, entrambi aventi come badessa sua zia Maria Franziska. Fu infatti citata come canonichessa di Vreden dal 1777 e di Elten dal 1778.
Il 16 novembre del 1783 sposò il principe Luigi I del Liechtenstein, col quale non ebbe figli; tuttavia ebbe due figli illegittimi, frutto della  sua relazione con il capitano imperiale François de Langendonck.
Rimasta vedova nel 1805, morì a Vienna nel 1831 e fu tumulata a Hietzing.

## Discendenza
Karoline von Manderscheid-Blankenheim e François de Langendonck ebbero un figlio e una figlia:
- Karl Ludwig (1793 - dopo il 1868), detto visconte de Fribert, fu signore di Diváky e Boleradice; sposò il 6 settembre del 1813 la contessa Marianna Everilda Ursule Esterházy de Galántha (1791-1874), figlia dei conti Bálint László (1740-1805) e Marie Ursule Françoise de Hallwyl-Mydorge (1765-1814);[8]
- Una figlia, di cui non si hanno informazioni.

## Ascendenza
|                                                                 |                                   |                                                                  | Genitori                                                   |  |  | Nonni |  |  | Bisnonni                                    |  |  | Trisnonni                                  |  |
|                                                                 |                                   |                                                                  |                                                            |  |  |       |  |  | Salentin Ernst von Manderscheid-Blankenheim |  |  | Johann Arnold von Manderscheid-Blankenheim |  |
|                                                                 |                                   |                                                                  |                                                            |  |  |       |  |  | Salentin Ernst von Manderscheid-Blankenheim |  |  | Johann Arnold von Manderscheid-Blankenheim |  |
|                                                                 |                                   | Antonia Elisabeth von Manderscheid-Blankenheim                   |                                                            |  |  |       |  |  | Salentin Ernst von Manderscheid-Blankenheim |  |  |                                            |  |
| Franz Georg von Manderscheid-Blankenheim-Gerolstein             |                                   |                                                                  |                                                            |  |  |       |  |  | Salentin Ernst von Manderscheid-Blankenheim |  |  |                                            |  |
|                                                                 |                                   | Juliana Christina Elisabeth zu Erbach                            | Georg Albrecht I zu Erbach                                 |  |  |       |  |  |                                             |  |  |                                            |  |
|                                                                 |                                   | Juliana Christina Elisabeth zu Erbach                            | Georg Albrecht I zu Erbach                                 |  |  |       |  |  |                                             |  |  |                                            |  |
|                                                                 |                                   | Juliana Christina Elisabeth zu Erbach                            | Elisabeth Dorothea zu Hohenlohe-Waldenburg-Schillingsfürst |  |  |       |  |  |                                             |  |  |                                            |  |
| Johann Wilhelm von Manderscheid-Blankenheim                     |                                   | Juliana Christina Elisabeth zu Erbach                            |                                                            |  |  |       |  |  |                                             |  |  |                                            |  |
|                                                                 |                                   | Leopold Wilhelm von Königsegg-Rothenfels                         | Hugo von Königsegg-Rothenfels                              |  |  |       |  |  |                                             |  |  |                                            |  |
|                                                                 |                                   | Leopold Wilhelm von Königsegg-Rothenfels                         | Hugo von Königsegg-Rothenfels                              |  |  |       |  |  |                                             |  |  |                                            |  |
|                                                                 |                                   | Leopold Wilhelm von Königsegg-Rothenfels                         | Marie Renate von Hohenzollern-Hechingen                    |  |  |       |  |  |                                             |  |  |                                            |  |
| Maria Johanna von Königsegg-Rothenfels                          |                                   | Leopold Wilhelm von Königsegg-Rothenfels                         |                                                            |  |  |       |  |  |                                             |  |  |                                            |  |
|                                                                 |                                   | Maria Polyxena von Schärffenberg                                 | Johann Wilhelm von Schärffenberg                           |  |  |       |  |  |                                             |  |  |                                            |  |
|                                                                 |                                   | Maria Polyxena von Schärffenberg                                 | Johann Wilhelm von Schärffenberg                           |  |  |       |  |  |                                             |  |  |                                            |  |
|                                                                 |                                   | Maria Polyxena von Schärffenberg                                 | Maria Maximiliana von Harrach zu Rohrau                    |  |  |       |  |  |                                             |  |  |                                            |  |
| Karoline von Manderscheid-Blankenheim                           |                                   | Maria Polyxena von Schärffenberg                                 |                                                            |  |  |       |  |  |                                             |  |  |                                            |  |
|                                                                 | Moritz Hermann von Limburg-Stirum | Moritz von Limburg-Stirum                                        |                                                            |  |  |       |  |  |                                             |  |  |                                            |  |
|                                                                 | Moritz Hermann von Limburg-Stirum | Moritz von Limburg-Stirum                                        |                                                            |  |  |       |  |  |                                             |  |  |                                            |  |
|                                                                 | Moritz Hermann von Limburg-Stirum | Maria Bernhardine von Limburg-Bronkhorst                         |                                                            |  |  |       |  |  |                                             |  |  |                                            |  |
| Christian Otto von Limburg-Stirum                               | Moritz Hermann von Limburg-Stirum |                                                                  |                                                            |  |  |       |  |  |                                             |  |  |                                            |  |
|                                                                 |                                   | Elisabeth Dorothea Wilhelmine von Leiningen-Dachsburg-Falkenburg | Emich Christian von Leiningen-Dagsburg-Falkenburg          |  |  |       |  |  |                                             |  |  |                                            |  |
|                                                                 |                                   | Elisabeth Dorothea Wilhelmine von Leiningen-Dachsburg-Falkenburg | Emich Christian von Leiningen-Dagsburg-Falkenburg          |  |  |       |  |  |                                             |  |  |                                            |  |
|                                                                 |                                   | Elisabeth Dorothea Wilhelmine von Leiningen-Dachsburg-Falkenburg | Christine Louise von Daun-Falkenstein                      |  |  |       |  |  |                                             |  |  |                                            |  |
| Johanna Maximiliana von Limburg-Stirum                          |                                   | Elisabeth Dorothea Wilhelmine von Leiningen-Dachsburg-Falkenburg |                                                            |  |  |       |  |  |                                             |  |  |                                            |  |
|                                                                 |                                   | Filippo Ernesto di Hohenlohe-Waldenburg-Schillingsfürst          | Ludwig Gustav zu Hohenlohe-Waldenburg-Schillingsfürst      |  |  |       |  |  |                                             |  |  |                                            |  |
|                                                                 |                                   | Filippo Ernesto di Hohenlohe-Waldenburg-Schillingsfürst          | Ludwig Gustav zu Hohenlohe-Waldenburg-Schillingsfürst      |  |  |       |  |  |                                             |  |  |                                            |  |
|                                                                 |                                   | Filippo Ernesto di Hohenlohe-Waldenburg-Schillingsfürst          | Marie Eleonore von Hatzfeldt                               |  |  |       |  |  |                                             |  |  |                                            |  |
| Karoline Juliane Sophia zu Hohenlohe-Waldenburg-Schillingsfürst |                                   | Filippo Ernesto di Hohenlohe-Waldenburg-Schillingsfürst          |                                                            |  |  |       |  |  |                                             |  |  |                                            |  |
|                                                                 |                                   | Franziska Barbara von Welz                                       | Franz von Welz                                             |  |  |       |  |  |                                             |  |  |                                            |  |
|                                                                 |                                   | Franziska Barbara von Welz                                       | Franz von Welz                                             |  |  |       |  |  |                                             |  |  |                                            |  |
|                                                                 |                                   | Franziska Barbara von Welz                                       | Barbara von Gunn                                           |  |  |       |  |  |                                             |  |  |                                            |  |
|                                                                 |                                   | Franziska Barbara von Welz                                       |                                                            |  |  |       |  |  |                                             |  |  |                                            |  |